# Орлова Балка

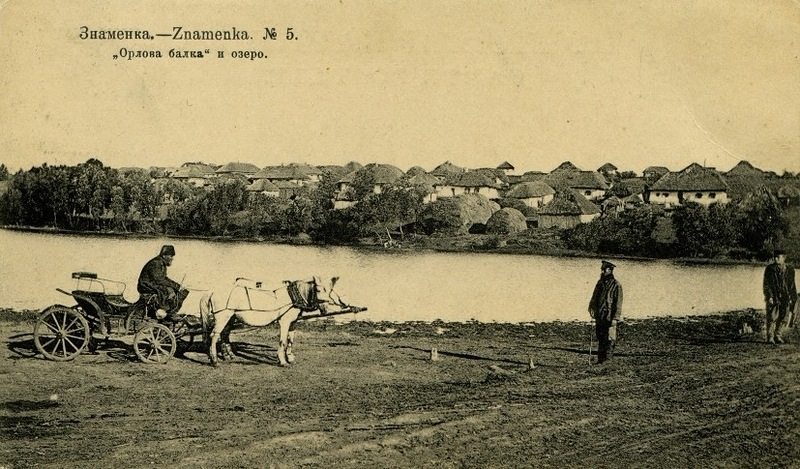
Дореволюційна фотографія

Орло́ва Ба́лка — село в Україні, в Устинівській селищній громаді Кропивницького району Кіровоградської області. Населення становить 67 осіб.
Уродженкою села є народна поетеса Бондаренко Марфа Сидорівна.

## Населення
Згідно з переписом УРСР 1989 року чисельність наявного населення села становила 78 осіб, з яких 37 чоловіків та 41 жінка.
За переписом населення України 2001 року в селі мешкало 67 осіб.

### Мова
Розподіл населення за рідною мовою за даними перепису 2001 року:
| Мова       | Відсоток |
| ---------- | -------- |
| українська | 86,57 %  |
| молдовська | 11,94 %  |
| російська  | 1,49 %   |